# Vulcano a scudo

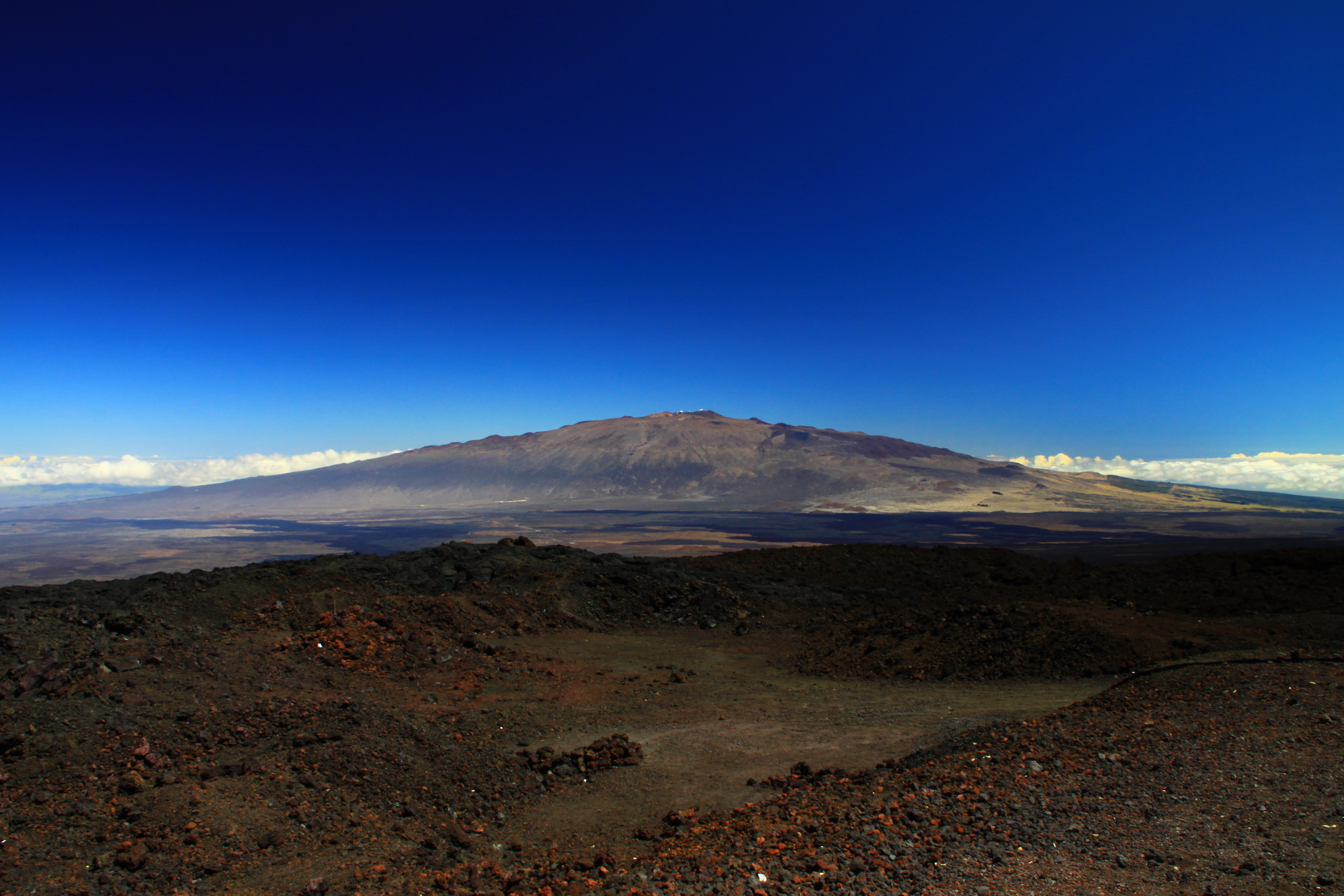
Mauna Kea (Hawaii)

Un vulcano a scudo è un vulcano solitamente generato da colate laviche fluide. Il nome deriva dalla forma dell’edificio vulcanico, che, visto di profilo, assomiglia ad uno scudo.
I vulcani a scudo sono i più grandi e possenti presenti sulla superficie terrestre. Sono caratterizzati da una bassa viscosità del magma e da lave femiche (dette anche basiche o basaltiche).

## Formazione

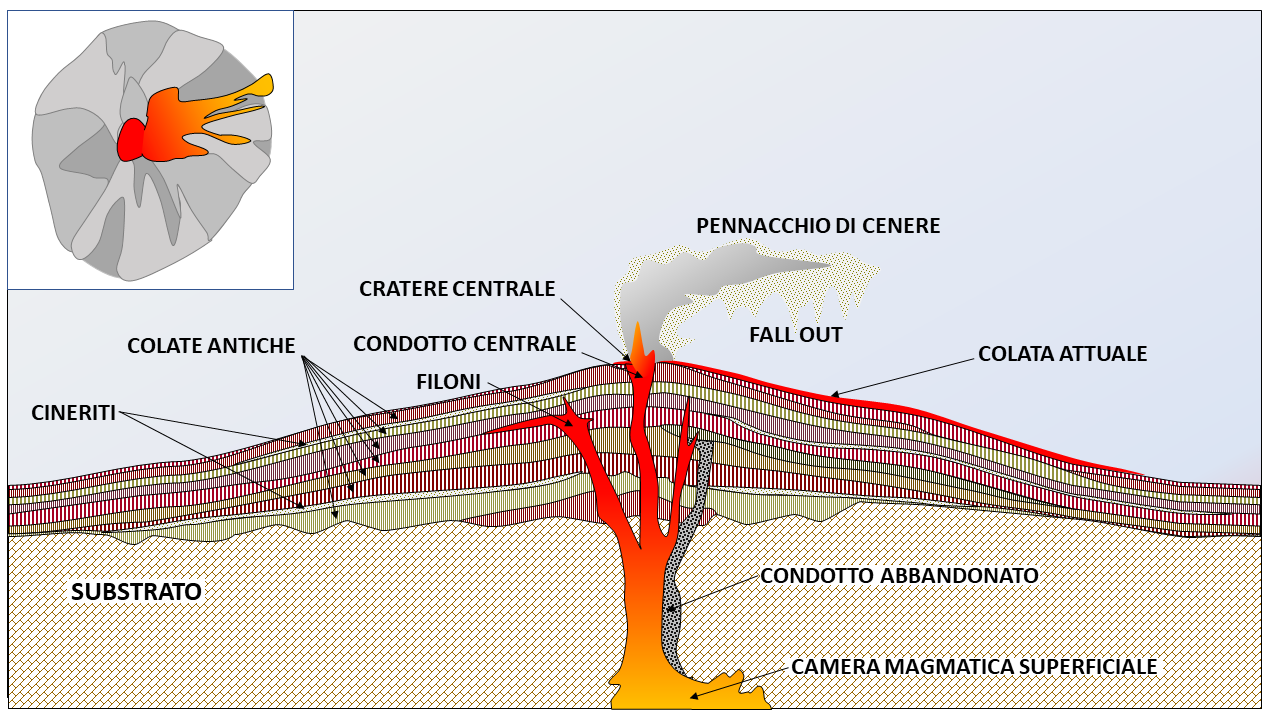
Schema generale di un vulcano a scudo, in sezione e in pianta (riquadro in alto a sinistra).

I vulcani a scudo sono formati da correnti di lava a bassa viscosità. Una montagna vulcanica che ha un profilo più esteso orizzontalmente che verticalmente (un cono schiacciato)  è formata nel tempo dalle colate di una lava basaltica proveniente da fessure nel terreno. La lava fluida che scorre facilmente lungo le pendici del vulcano, arriva quindi a depositarsi più lontano rispetto ai vulcani in cui la lava è più viscosa (per esempio negli stratovulcani). 
Il risultato è un accumulo di lava che va a solidificarsi nella particolare forma a scudo, con pendici poco ripide e molto estese (questi coni vulcanici possono avere diametri anche di varie decine di chilometri). Molti dei più grandi vulcani sulla terra sono di questo tipo. Il più grande è Mauna Loa sull'Isola di Hawaii; ma tutti i vulcani di quelle isole sono vulcani a scudo per via della relativa poca viscosità della lava.
Questo tipo di vulcano può essere così esteso da essere confuso con catene montuose, come le catene montuose Ilgachuz e Rainbow, entrambe situate in Canada. Questi vulcani si formarono quando la Placca nordamericana passò sopra un punto caldo simile a quello che alimenta i vulcani delle isole Hawaii, chiamato il punto caldo di Anahim.